# Rtveli
Az rtveli (grúz nyelven: რთველი) hagyományos grúz szőlőszüreti fesztivál, szórakoztató rendezvényekkel, zenével, tánccal. Ez az ünnep a grúzok egyik legkedveltebb eseménye.

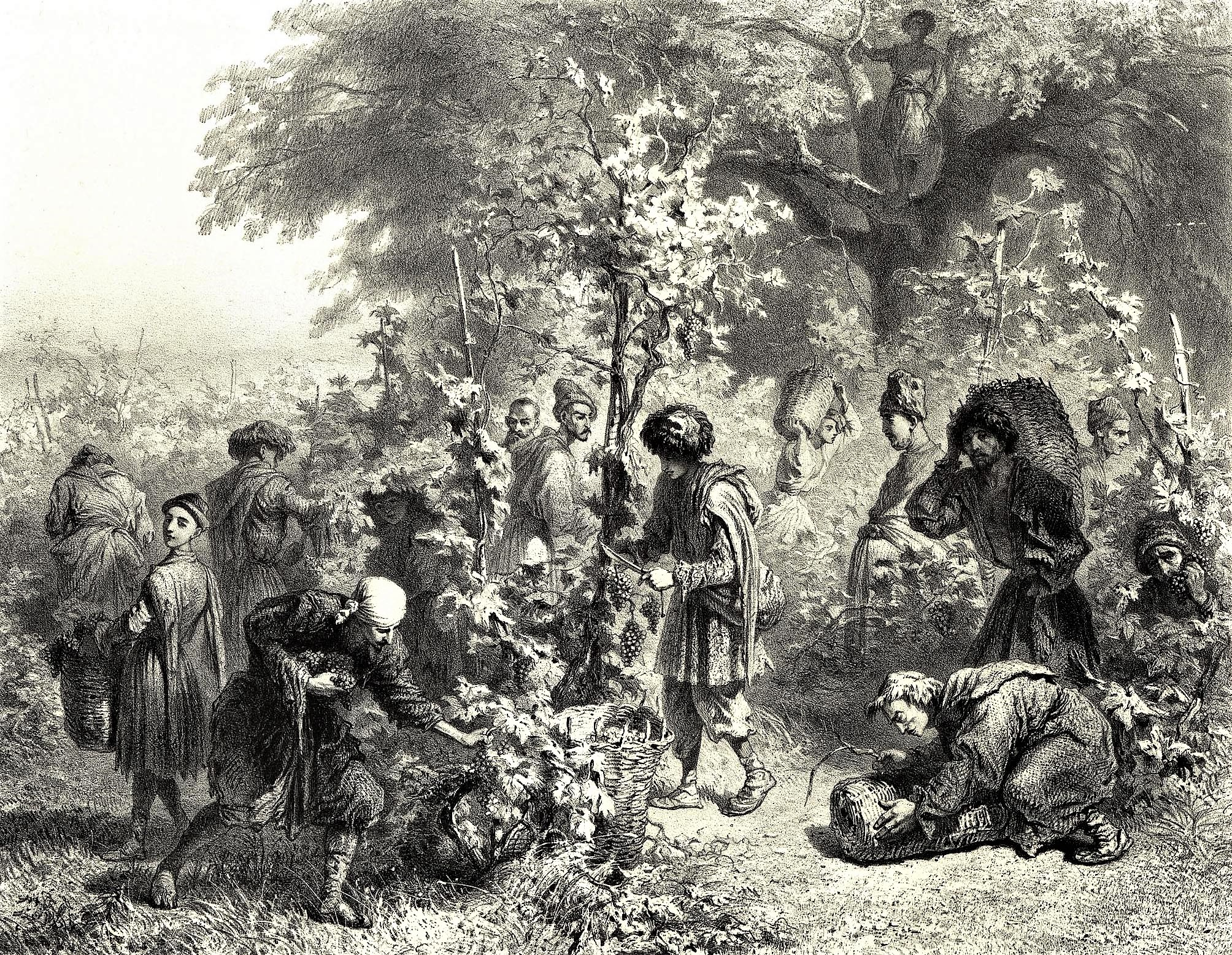
Grigorij Gagarin: Rtveli Kahetiben

## Az rtveli ideje

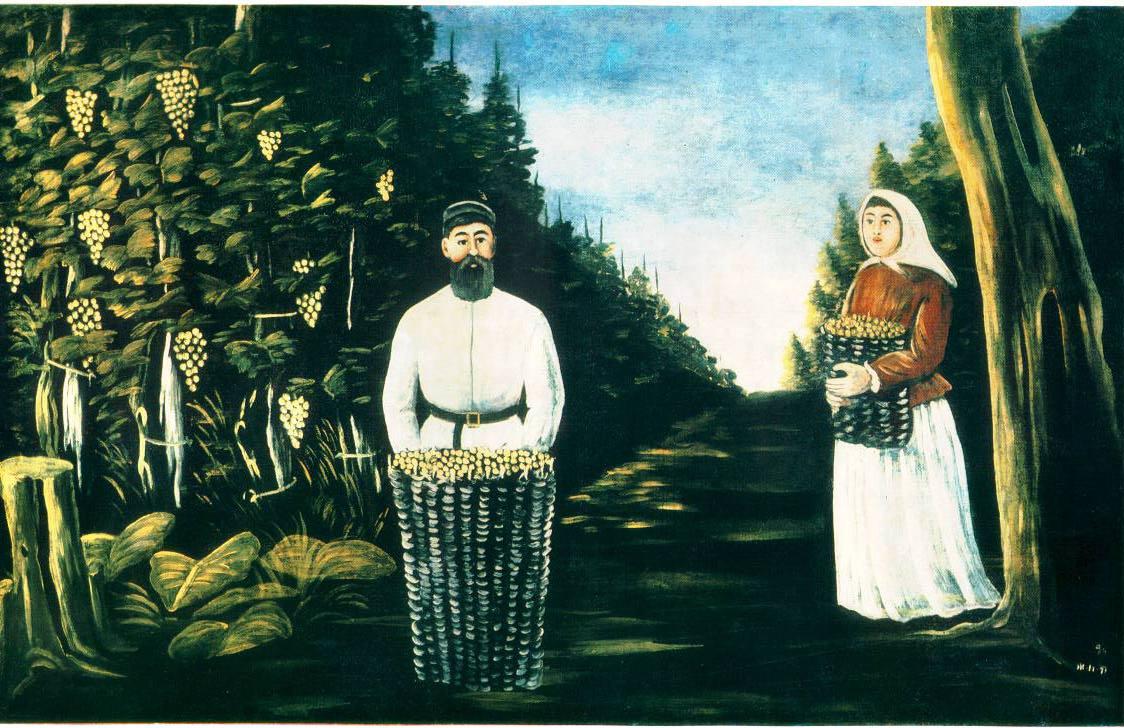
Niko Piroszmani: A szőlő betakarítása

Az ünnep nem kötődik semmilyen dátumhoz, hanem attól függ, hogy az ország meghatározott részeiben a szőlő betakarításának mikor jött el az időpontja. Kelet-Grúziában általában szeptember végén, Grúzia nyugati részén október közepén kerül megrendezésre. Racsa-Lecshumi és Alsó-Szvanéti hidegebb régiójában az ünnep korábban kezdődik, Kaheti városában pedig szinte a fagyok előtt. Minél melegebb és szárazabb a nyár, annál korábbi a termés.

## Története
A szőlőtermesztés története több ezer éves, az Rtveli hagyománya az ókorba nyúlik vissza. Ezt az ünnepet a pogányság korában Dionüszosz istennek szentelték. A kereszténység idején ez a szokás feledésbe merült. Ám az emberek továbbra is őszintén örültek a fiatal bornak, ezért nagyszabású ünnepeket szerveztek.

## Az ünnep

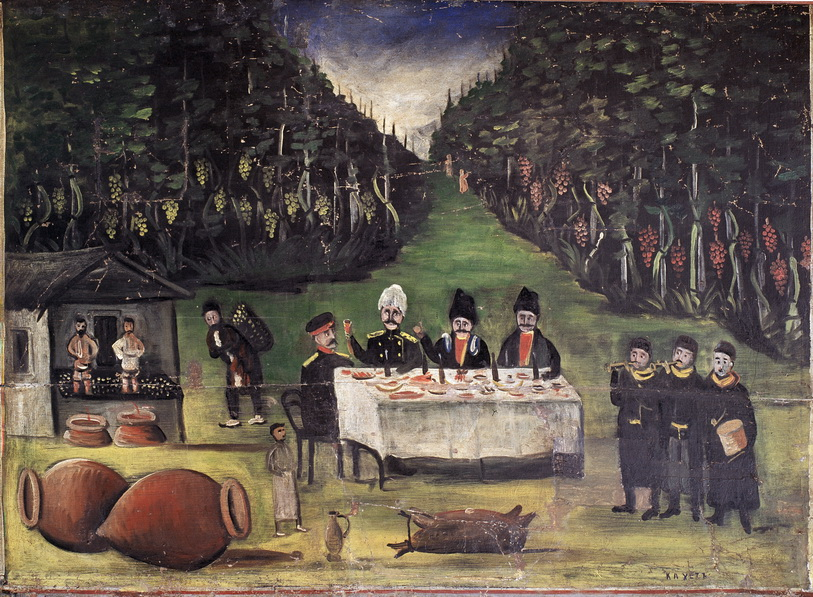
Niko Piroszmani festménye

Grúziában, ahol a bor fontos jelentőséggel bír, az rtveli gyökerei az ősz bőségének és változatosságának ünneplésén alapulnak. Az esemény általában több napig tart, az emberek kora reggeli órákban kezdenek el dolgozni, és a napot vidám játékokkal, ünnepléssel zárják: szüreti témájú népdalok kíséretében mulatnak. 
A szőlőfürtöket gyönyörű fonott kosarakba és agyagkannákba helyezik, majd kezdődik az újbor ünnepe. A tavalyi bort az rtveli alatt fogyasztják, hogy helyet adjanak az új termésnek. Az ünnep akár több napig is eltarthat, amíg a teljes szőlőtermést betakarítják.

## Fordítás
- Ez a szócikk részben vagy egészben  a   Rtveli című angol Wikipédia-szócikk ezen változatának fordításán alapul.  Az eredeti cikk szerkesztőit annak laptörténete sorolja fel. Ez a jelzés csupán a megfogalmazás eredetét és a szerzői jogokat jelzi, nem szolgál a cikkben szereplő információk forrásmegjelöléseként.